# 山田愼二
山田 愼二（やまだ しんじ）は、1959年、新潟県・上越市生まれの写真家。
公益社団法人日本広告写真家協会(APA)正会員。人物写真を中心に様々なジャンルを撮影する写真家。

## 略歴
東京造形大学デザイン学科映像専攻卒業。
写真家平地勲に師事後、独立。1990年、有限会社シーン・セカンド設立。

## 主な作品・写真展
- MASAI（写真展）[2]
- 山田愼二写真展「詩人・田村隆一」2021年5月1日から5月末まで　八重洲ブックセンター４階
- 詩人 田村隆一
- 原宿
- 鎌倉
- 北鎌倉

## 主な掲載媒体
- ANAP
- BOAT Boy
- CAPA
- FLASH
- FRIDAY
- HDP
- KK ベストセラーズ
- Number
- TOHO VIDEO

## 著書・共著
- 「キヤノンデジタルカメラバイブル 」（日経BPパソコンベストムック,2001年）[3]
- 「ポケットメモリー : 激闘の記録 : 白鳥智香子写真集」（東京 : ノアール出版,2000年)[4]
- 「田村隆一 (KAWADE道の手帖)」（河出書房新社,2010年）[要出典]

## 主なモデル
- 井岡弘樹
- 吉岡稔真
- 薬師寺保栄

## レコード・ジャケット撮影
- 「泣かないで（本木雅弘・岸田今日子）」（EMIミュージック・ジャパン,1999年）[要出典]
- 「新・半七捕物帖 音楽集（TVサントラ）」（データム・ポリスター,1997年）[要出典]

## 参考資料
- 公式サイト　Photographer山田愼二
- キャノンEOS学園

## 関連人物
- 平地勲